# Visvajita de Mágada
Bisvajita foi um rei semilendário da dinastia de Briadrata que governou sobre Mágada em sucessão de Satiajita, seu pai. Reinou entre 819 e 797 a.C., segundo algumas reconstituições. Foi sucedido por seu filho Ripunjaia.